# Jayson Videira
Pour les articles homonymes, voir Videira.
Jayson Videira, né le 17 février 2005 à Luxembourg, est un footballeur international luxembourgeois qui évolue au poste d'avant-centre au FSV Mainz 05 II.

## Biographie

### Carrière en club
Né à Luxembourg, la capitale du pays, Jayson Videira est formé dans différents clubs de son pays, avant d'arriver au Hanovre 96 en juillet 2021, où Il commence par jouer avec l'équipe réserve en troisième division allemande. Il joue son premier match avec le Hanovre 96 II le 11 août 2024, avant de marquer son premier but en professionnel le mois suivant.

### Carrière en sélection
Déjà international avec les jeunes Jayson Videira est convoqué pour la première fois avec l'équipe du Luxembourg en mai 2023. Il honore sa première sélection le 8 juin 2024, remplaçant Gerson Rodrigues lors d'un match amical contre la Belgique, qui se termine par une défaite 3-0,.